# Douglas F5D Skylancer
Chiếc Douglas F5D Skylancer là một kiểu phát triển từ chiếc máy bay tiêm kích F4D Skyray dành cho Hải quân Hoa Kỳ. Khởi đầu được đặt tên là F4D-2N, một phiên bản hoạt động trong mọi thời tiết của chiếc Skyray, thiết kế nhanh chóng được cải biến nhằm tận dụng ưu thế lực đẩy mạnh hơn của kiểu động cơ Pratt & Whitney J57 mà sau đó cũng được trang bị cho chiếc Skyray thay thế kiểu động cơ Westinghouse J40 như được dự trù ban đầu.

## Thiết kế và phát triển
Không lâu sau thiết kế đã trở nên khá khác biệt so với chiếc Skyray đến mức không thể xem là một phiên bản của nó, và chiếc máy bay được đặt tên mới là F5D Skylancer. Hầu như mọi phần của khung máy bay đều được cải tiến, nhưng hình dạng căn bản không thay đổi cũng như là kiểu cánh, cho dù chúng trở nên mỏng hơn. Bề mặt cánh được gia cố, sửa chữa một vấn đề của chiếc F4D. Thân máy bay dài hơn 2,4 m (8 ft) và áp dụng quy luật khu vực để làm giảm lực cản vượt âm, trở nên mỏng hơn gần vị trí gốc cánh. Mọi thứ được tạo dáng để làm giảm lực cản và tăng độ ổn định ở tốc độ cao.
Cho dù được giữ lại bốn khẩu pháo 20 mm ở gốc cánh, vũ khí trang bị chủ yếu là tên lửa hay rocket; bao gồm bốn tên lửa AIM-9 Sidewinder hoặc hai tên lửa AIM-7 Sparrow, hoặc/và một cụm rocket 51 mm (2 in) không điều khiển.
Chín chiếc máy bay thử nghiệm được đặt hàng, được tiếp nối bằng đơn đặt hàng sản xuất 51 chiếc. Máy bay sản xuất hàng loạt được dự trù sẽ trang bị loại động cơ J57-P-14 mạnh mẽ hơn, và cũng có kế hoạch nhằm trang bị cho nó loại động cơ General Electric J79 mạnh hơn nữa.

## Thử nghiệm
Chuyến bay đầu tiên được thực hiện vào ngày 21 tháng 4 năm 1956 và đạt được tốc độ siêu âm; chiếc máy bay tỏ ra dễ điều khiển và có tính năng bay tốt. Tuy nhiên, sau khi bốn chiếc máy bay được chế tạo, Hải quân đã hủy bỏ việc đặt hàng. Lý do được đưa ra là chiếc máy bay có nhiều điểm tương đồng với kiểu máy bay tiêm kích F8U Crusader đã được đặt hàng, nhưng nhiều sử gia đã tin rằng chính trị đã đóng vai trò lớn trong vụ này. Douglas đã đang chế tạo một phần lớn những chiếc máy bay cho Hải quân, nên việc trao thêm một hợp đồng chế tạo F5D sẽ làm cho nó tiến đến thế gần như độc quyền.

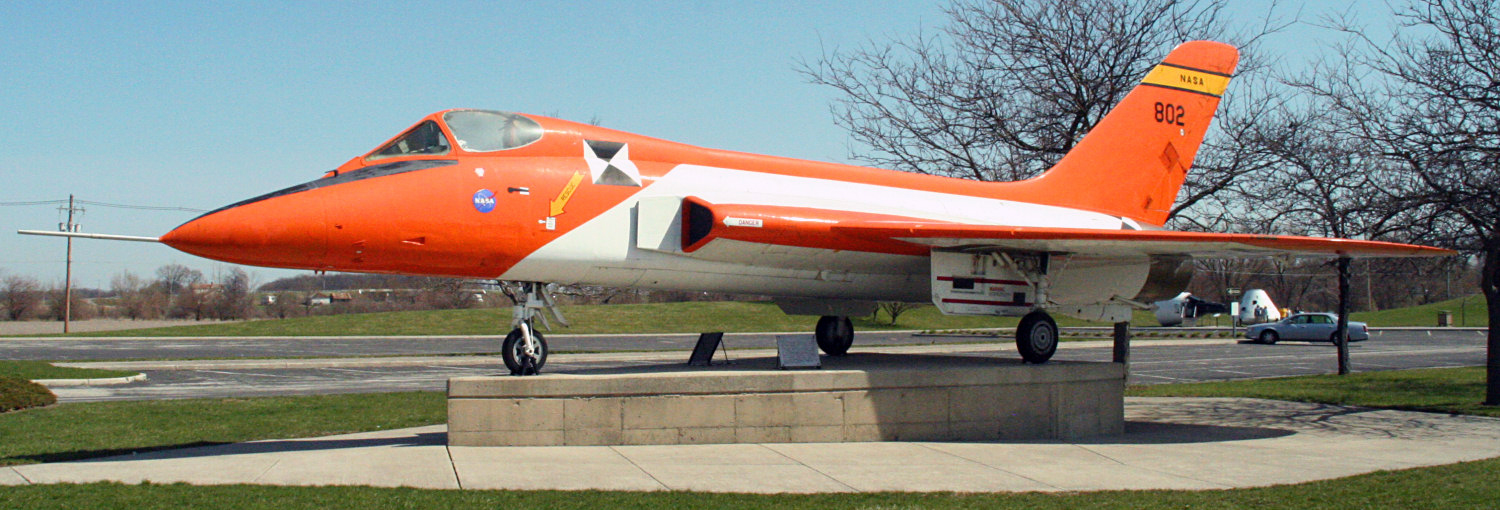
Chiếc Skylancer của Neil Armstrong, được trưng bày tại Bảo tàng Hàng không và Không gian Neil Armstrong.

Bốn chiếc máy bay được tiếp tục sử dụng trong nhiều chương trình thử nghiệm quân sự khác nhau. Hai chiếc được cho nghỉ hưu vào năm 1961, nhưng hai chiếc kia tiếp tục bay. Được chuyển cho NACA (Cơ quan tư vấn hàng không quốc gia, sau này trở thành NASA) vào đầu những năm 1960, một chiếc được sử dụng làm nền tảng thử nghiệm cho chương trình vận tải siêu âm Hoa Kỳ, được trang bị một kiểu cánh dạng hình cung nhọn (kiểu sau này được sử dụng cho chiếc Concorde; thông tin thu lượm được từ chương trình thử nghiệm này đã được chia sẻ cho các nhà thiết kế châu Âu). Chiếc máy bay này được cho nghỉ hưu vào năm 1968. Chiếc kia được sử dụng để thử nghiệm mô phỏng thủ tục cắt ngắn chuyến bay của chiếcX-20 DynaSoar, vì nó có hình dạng rất giống và đặc tính điều khiển tương tự. Sau khi chương trình DynaSoar bị hủy bỏ, nó được tiếp tục sử dụng làm máy bay đuổi bắt cho nhiều chương trình khác nhau cho đến khi nghỉ hưu vào năm 1970. Chiếc máy bay cuối cùng này hiện còn đang được trưng bày tại Bảo tàng Hàng không và Không gian Neil Armstrong tại Wapakoneta, Ohio, vì Neil Armstrong từng lái chiếc máy bay này trong chương trình nghiên cứu DynaSoar. Một phiên bản F5D khác mang phù hiệu của NASA hiện đang là một phần trong bộ sưu tập tư nhân của Merle Maine tại Ontario, Oregon.

## Đặc điểm kỹ thuật (F5D)

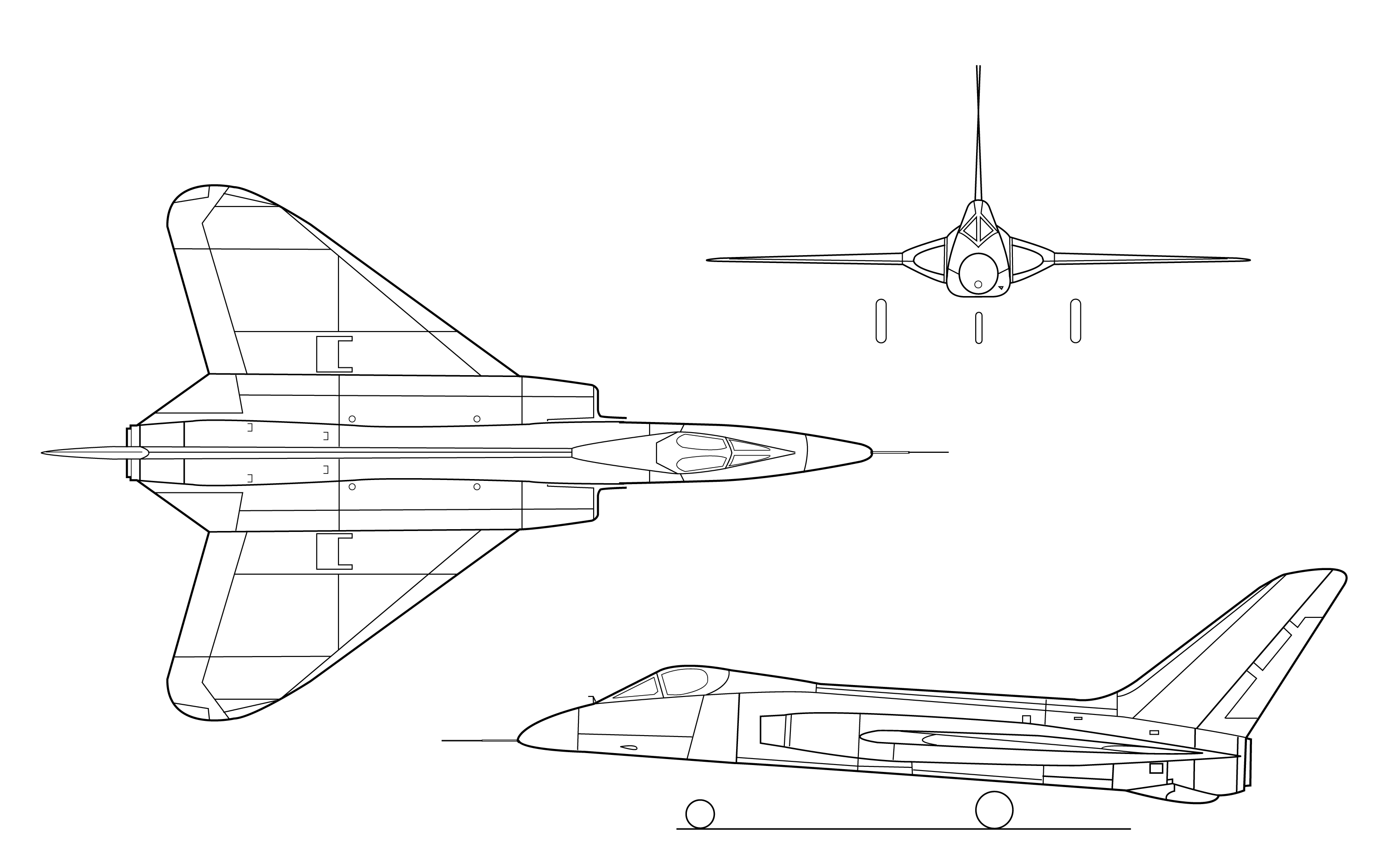
F5D Skylancer

### Đặc tính chung
- Đội bay: 01 người
- Chiều dài: 16,40 m (53 ft 10 in)
- Sải cánh: 10,21 m (33 ft 6 in)
- Chiều cao: 4,52 m (14 ft 10 in)
- Diện tích bề mặt cánh: 51,7 m² (557 ft²)
- Lực nâng của cánh: 214 kg/m² (43,9 lb/ft²)
- Trọng lượng không tải: 7.912 kg (17.444 lb)
- Trọng lượng có tải: 11.088 kg (24.445 lb)
- Trọng lượng cất cánh tối đa: 12.733 kg (28.072 lb)
- Động cơ: 1 x động cơ Pratt & Whitney J57-P-8 turbo phản lực có đốt sau, lực đẩy 10.200 lbf (45 kN), lực đẩy có đốt sau 16.000 lbf (71 kN) mỗi động cơ

### Đặc tính bay
- Tốc độ lớn nhất: 1.590 km/h (860 knot, 990 mph)
- Tầm bay tối đa: 2.148 km (1.160 nm, 1.335 mi)
- Trần bay: 17.500 m (57.500 ft)
- Tốc độ lên cao: 105,3 m/s (20.730 ft/min)
- Tỉ lệ lực đẩy/khối lượng: 0,65

### Vũ khí
- 4 x pháo 20 mm (0,787 in)
- 72 × rocket không điều khiển 51 mm (2 in)
- 4 × tên lửa không-đối-không AIM-9 Sidewinder hoặc
- 2 × tên lửa không-đối-không AIM-7 Sparrow

### Thiết bị điện tử
- Radar X-24A

## Nội dung liên quan

### Máy bay liên quan
- F4D Skyray

### Máy bay tương tự
- F8U Crusader

### Trình tự thiết kế
XFD - F2D - F3D - F4D - F5D - F6D

### Danh sách liên quan
- Danh sách máy bay chiến đấu
- Danh sách máy bay quân sự Hoa Kỳ